# Balgarvie Castle
Balgarvie Castle ist eine abgegangene Burg in Balgarvie bei Cupar in der schottischen Council Area Fife.
Die Burg wurde in der Regierungszeit von Robert the Bruce (1306–1329) von der englischen Armee unter der Führung von Sir John Pettsworth geplündert. Balgarvie Castle war in Besitz der Balfours of Burleigh und wurde später an den Earl of Melville verkauft.
Um 1940 wurde die Burg vollständig abgebrochen.